# Paramisophria cluthae
Paramisophria cluthae is een eenoogkreeftjessoort uit de familie van de Arietellidae. De wetenschappelijke naam van de soort is voor het eerst geldig gepubliceerd in 1897 door Scott T..